# Russkaja
Russkaja est un groupe de ska punk russe, originaire de Vienne, en Autriche.

## Biographie
Le groupe est formé en 2005 à Vienne (Autriche). Son fondateur, Georgij Makazaria, est l'ancien chanteur du groupe de metal industriel Stahlhammer. Le groupe définit sa musique comme du russian turbo polka metal. Celle-ci est influencée par les genres du ska, de la polka, du metal ainsi que de la musique traditionnelle russe.
Russkaja débute en 2006 avec un EP intitulé Dawai, Dawai, publié par le label indépendant Chat Chapeau. Plus tard dans leur carrière, ils signent avec un autre label indépendant, Napalm Records. Ils jouent en Suisse, Turquie, Pologne et Allemagne et durant les éditions 2011, 2012, 2013, 2014 et 2017 du Wacken Open Air.
Dans le contexte de la Guerre en Ukraine datant du 24 février 2022, le groupe à finalement annoncé le 3 février 2023 sa dissolution. «L'imagerie soviétique est abîmée pour toujours» et «la guerre en Ukraine que la Russie a commencé le 24 février 2022 ne nous permet plus de l'utiliser de manière satirique» «Nous avons peur pour la sécurité de notre équipe et nous ne voulons pas que quelque chose de grave arrive lors d'un spectacle».

## Membres
- Georgij Makazaria – chant
- Dimitrij Miller – guitare basse
- Engel Mayr – guitare solo
- Lea-Sophie Fischer – violon
- Rainer Gutternigg – trompette
- Hans-Georg Gutternigg – potete
- Mario Stübler – batterie
- Tanguy Pellet - guimbarde

## Discographie

### EP
- Dawai, Dawai (2006)
- More (2008)
- Barada (2013)
- Shapka (2022)
- Paschli (2023)

### Singles
- Dope Shit (2007)
- More (2008)
- Kasatchok Superstar the Song (2009)
- Hammer Drive (téléchargement uniquement, 2010)
- Rock 'n' Roll Today (2015)
- Mare Mare (2017)
- Hey Road (2017)
- Alive (2017)
- Russki Style (2021)
- Hamelin (2021)
- Last Christmas (2021)
- No Borders (2022)